# 鵜飼孫六
鵜飼孫六（日语：うかい まごろく，？—？），日本戰國時代甲賀忍者。甲賀五十三家、鵜飼源八郎一族。
桶狹間之戰，織田信長以奇襲之姿討取今川義元。
松平元康（後來的德川家康 ) 順勢自三河獨立脫離今川家，
松平元康除奪回岡崎城，壓制自三河後。
同時攻擊今川家支配下的鵜殿城、但久攻不下，
對今川反感之仁連木城主戶田重貞通知服部保長要請甲賀眾派遣援軍。
鵜飼孫六受理伊賀之上忍服部半藏保長（服部正成之父）要請，
派遣松平家200名甲賀忍者增援潛入城內之命令。
鵜飼孫六指揮甲賀忍者、配下共同潛入城內放火、城中引發暴亂。
今川軍自亂陣腳產生混亂、延燒至城郭上、城落，並捕獲守將今川家重臣鵜殿長照、鵜殿長持。